# Likosaari (ö i Norra Savolax, Inre Savolax, lat 62,92, long 26,08)
Likosaari är en ö i Finland. Den ligger i sjön Keitele och i kommunen Vesanto i den ekonomiska regionen  Inre Savolax ekonomiska region  och landskapet  Norra Savolax, i den centrala delen av landet, 300 km norr om huvudstaden Helsingfors. Öns area är 0,2 hektar och dess största längd är 70 meter i sydöst-nordvästlig riktning.